# Vuelta a España 2025/10. Etappe
Die 10. Etappe der Vuelta a España 2025 findet am 2. September 2025 statt. Sie führt die 80. Austragung des spanischen Etappenrennens zurück in die Pyrenäen, wobei die fünfte Bergankunft in Larra-Belagua auf einer Höhe von 1590 Metern abgehalten wird. Der Start des 175,3 Kilometer langen Abschnitts erfolgt im Parque de la Naturaleza Sendaviva. Nach der Zielankunft werden die Fahrer insgesamt 1603,7 Kilometer absolviert haben, was 50,3 % der Gesamtdistanz der Rundfahrt entspricht.

## Streckenführung
Der Start erfolgt beim Freizeitpark Parque de la Naturaleza Sendaviva nahe Arguedas. Die ersten 50 Kilometer führen flach in Richtung Norden, wobei Caparroso, Mélida und Olite durchfahren werden. Danach erreichen die Fahrer die Ausläufer der Pyrenäen. Hier werden mit dem Puerto de Lerga, Puerto de Aibar und der Alto de Iso drei nicht-kategorisierte Anstiege befahren. Kurz darauf beginnt in Navascués die Auffahrt auf die Alto de las Coronas (951 m), die 47,6 Kilometer vor dem Ziel passiert wird. Auf der Kuppe wird dabei eine Bergwertung der 3. Kategorie sowie ein Bonussprint ausgefahren. Nach der anschließenden Abfahrt erreichen die Fahrer Burgui, ehe sie dem Río Esca bei leichten Steigungsprozenten stromaufwärts nach Isaba folgen. Hier erfolgt 22,3 Kilometer vor dem Ziel der einzige Zwischensprint.
Entlang des Río Belagua geht es nun stromaufwärts zum Zielort Larra-Belagua. Der offizielle Schlussanstieg beginnt jedoch erst 9,4 Kilometer vor dem Ziel auf einer Höhe von rund 1000 Metern. Hier nehmen die Steigungsprozente deutlich zu, wobei der Schlussanstieg eine durchschnittliche Steigung von 6,2 % aufweist. Die steilsten Passagen werden im untern Abschnitt erreicht, wo sieben Kehren zum Mirador de Larra-Belagua führen. Im oberen Teil flacht die Straße jedoch zusehends ab, wobei die letzten beiden Kilometer nur noch geringe Steigungsprozente aufweisen. Im Ziel wird eine Bergwertung der 1. Kategorie abgenommen.
|                            | Ort                               | Kilometer | Länge (km) | Höhe (m) | Ø Steigung |
| -------------------------- | --------------------------------- | --------- | ---------- | -------- | ---------- |
| Start                      | Parque de la Naturaleza Sendaviva | 0,0       |            |          |            |
| Bergwertung (3. Kategorie) | Alto de las Coronas               | 127,7     | 7,7        | 951      | 4,5 %      |
| Bonussprint                | Alto de las Coronas               | 127,7     | 7,7        | 951      | 4,5 %      |
| Zwischensprint             | Isaba                             | 153       |            |          |            |
| Bergwertung (1. Kategorie) | Larra-Belagua                     | 175,3     | 9,4        | 1590     | 6,2 %      |
| Ziel                       | Larra-Belagua                     | 175,3     | 9,4        | 1590     | 6,2 %      |

## Ergebnis
| \| Etappenergebnis \| Etappenergebnis \| Etappenergebnis \| Etappenergebnis \| Etappenergebnis \| \| Fahrer \| Fahrer \| Land \| Team \| Zeit \| \| --------------- \| --------------- \| --------------- \| --------------- \| --------------- \| |        |      |      |      |
| |        |      |      |      |
| Quelle: ProCyclingStats |        |      |      |      |
| Etappenergebnis |        |      |      |      |
| Fahrer | Fahrer | Land | Team | Zeit |

## Gesamtstände
| \| Gesamtwertung \| Gesamtwertung \| Gesamtwertung \| Gesamtwertung \| Gesamtwertung \| \| Fahrer \| Fahrer \| Land \| Team \| Zeit \| \| ------------- \| ------------- \| ------------- \| ------------- \| ------------- \| |        |      |      |      |
| |        |      |      |      |
| Quelle: ProCyclingStats |        |      |      |      |
| Gesamtwertung |        |      |      |      |
| Fahrer | Fahrer | Land | Team | Zeit |

| Punktewertung | Punktewertung | Punktewertung | Punktewertung | Punktewertung |
| Fahrer        | Fahrer        | Land          | Team          | Punkte        |
| ------------- | ------------- | ------------- | ------------- | ------------- |

| Bergwertung | Bergwertung | Bergwertung | Bergwertung | Bergwertung |
| Fahrer      | Fahrer      | Land        | Team        | Punkte      |
| ----------- | ----------- | ----------- | ----------- | ----------- |

| Nachwuchswertung | Nachwuchswertung | Nachwuchswertung | Nachwuchswertung | Nachwuchswertung |
| Fahrer           | Fahrer           | Land             | Team             | Zeit             |
| ---------------- | ---------------- | ---------------- | ---------------- | ---------------- |

| Mannschaftswertung | Mannschaftswertung | Mannschaftswertung | Mannschaftswertung |
| Team               | Team               | Land               | Zeit               |
| ------------------ | ------------------ | ------------------ | ------------------ |